# Hezekiah William Foote

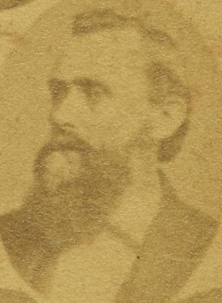
Hezekiah William Foote

Hezekiah William Foote (* 17. Dezember 1813 im Chester County, South Carolina; † 29. Januar 1899 in Macon, Mississippi) war ein US-amerikanischer Plantagenbesitzer, Politiker und Offizier.

## Leben
Foote besaß und bewirtschaftete vier große Plantagen in South Carolina.
Im Amerikanischen Bürgerkrieg kämpfte er in der Schlacht von Shiloh.

## Politik
Foote war Mitglied im Repräsentantenhaus von Mississippi und dem Senat von Mississippi.

## Privates
Sein Sohn war Huger Lee Foote.